# Ефросинья Ярославна
Ефросинья Ярославна (2-я половина XII века) — жена новгород-северского князя Игоря Святославича, дочь галицкого князя Ярослава Владимировича Осмомысла, один из центральных персонажей «Слова о полку Игореве». «Плач Ярославны» считается одним из самых поэтических фрагментов «Слова…», а сама Ярославна считается символом верной жены.

## Биография
Точные годы жизни жены Игоря неизвестны. Её имя в летописях не упоминается. В «Родословнике» императрицы Екатерины II жена Игоря названа Ефросиньей. По версии А. В. Соловьёва, имя Ефросинья восходит к «Любецкому синодику». Р. В. Зотов, исследователь «Любецкого синодика», считал, что имя жены Игоря было Ефросинья, хотя и сомневался в идентификации упоминающегося там князя Феодосия с Игорем Святославичем. Христианским именем Игоря было Георгий, а Феодосий, по мнению С. В. Алексеева, было христианским именем князя Всеволода Святославича, младшего брата Игоря. Однако привлечение данных Введенского синодика позволяет показать, что Феодосий было монашеским именем черниговского князя, с большой вероятностью именно Игоря Святославича, других кандидатов на роль монаха Феодосия среди черниговских князей нет.  
О. В. Творогов предположил, что Ярославне по ошибке приписали иноческое имя её матери, Ольги Юрьевны. Но имя Ефросинья закрепилось в литературе за княгиней. 
Ефросинья была дочерью галицкого князя Ярослава Владимировича Осмомысла от брака с суздальской княжной Ольгой Юрьевной, дочерью князя Юрия Долгорукого. Около 1169 года её выдали замуж за новгород-северского князя Игоря Святославича. В некоторых источниках Ефросинья указывается второй женой Игоря, дату брака относят к 1184 году. Впервые эта дата появилась в «Родословнике» императрицы Екатерины II. По мнению современных исследователей, эта дата брака возникла в результате неточного прочтения «Истории Российской» В. Н. Татищева. Историк А. В. Соловьёв доказал, что матерью всех детей Игоря была Ярославна. Поскольку старший сын Игоря и Ярославны, Владимир, родился в 1171 году, брак не мог быть заключён в 1184 году.
Ефросинья Ярославна известна благодаря «Плачу Ярославны», начинающий третью часть «Слова о полку Игореве». По мнению исследователей «Слова…», «Плач Ярославны» — один из её самых поэтических фрагментов, который оказал большое влияние на русскую культуру. Ярославна считается символом верной жены, которая может благодаря своей любви сохранить супруга на поле сражения. Образы из «Плача Ярославны» использовали в своих стихах многие поэты, существует большое количество гравюр, картин и рисунков с её изображением, в Новгороде-Северском Ярославне поставлен памятник. Существует балет «Ярославна», музыку к которому написал композитор Б. И. Тищенко.

## Брак
Муж: с ок. 1169 Игорь Святославич (2 апреля 1151 — весна 1201), князь Путивльский в 1161—1164 годах, князь Курский в 1164—1178 годах, князь Новгород-Северский в 1178—1198 годах, князь Черниговский с 1198 года. Дети:
- Владимир Игоревич (8 октября 1170 — после 1211), князь Путивльский в 1185—1198 и 1208—1210 годах, князь Новгород-Северский в 1198—1206 годах, князь Галицкий в 1206—1208 и 1210—1211 годах
- Олег Игоревич (1175—1205)
- Святослав Игоревич (1176 — сентябрь 1211), князь Владимиро-Волынский в 1205—1206, князь Перемышльский в 1209 и 1210—1211 годах
- Роман Игоревич (ум. сентябрь 1211), князь Звенигородский в 1206—1207 и 1210—1211 годах, князь Галицкий в 1207—1209 годах
- Ростислав Игоревич (ум. сентябрь 1211), князь Теребовльский в 1210—1211 годах
- дочь; муж: с 1189 года Давыд Ольгович (ум. 1195), княжич Стародубский

## Памятники

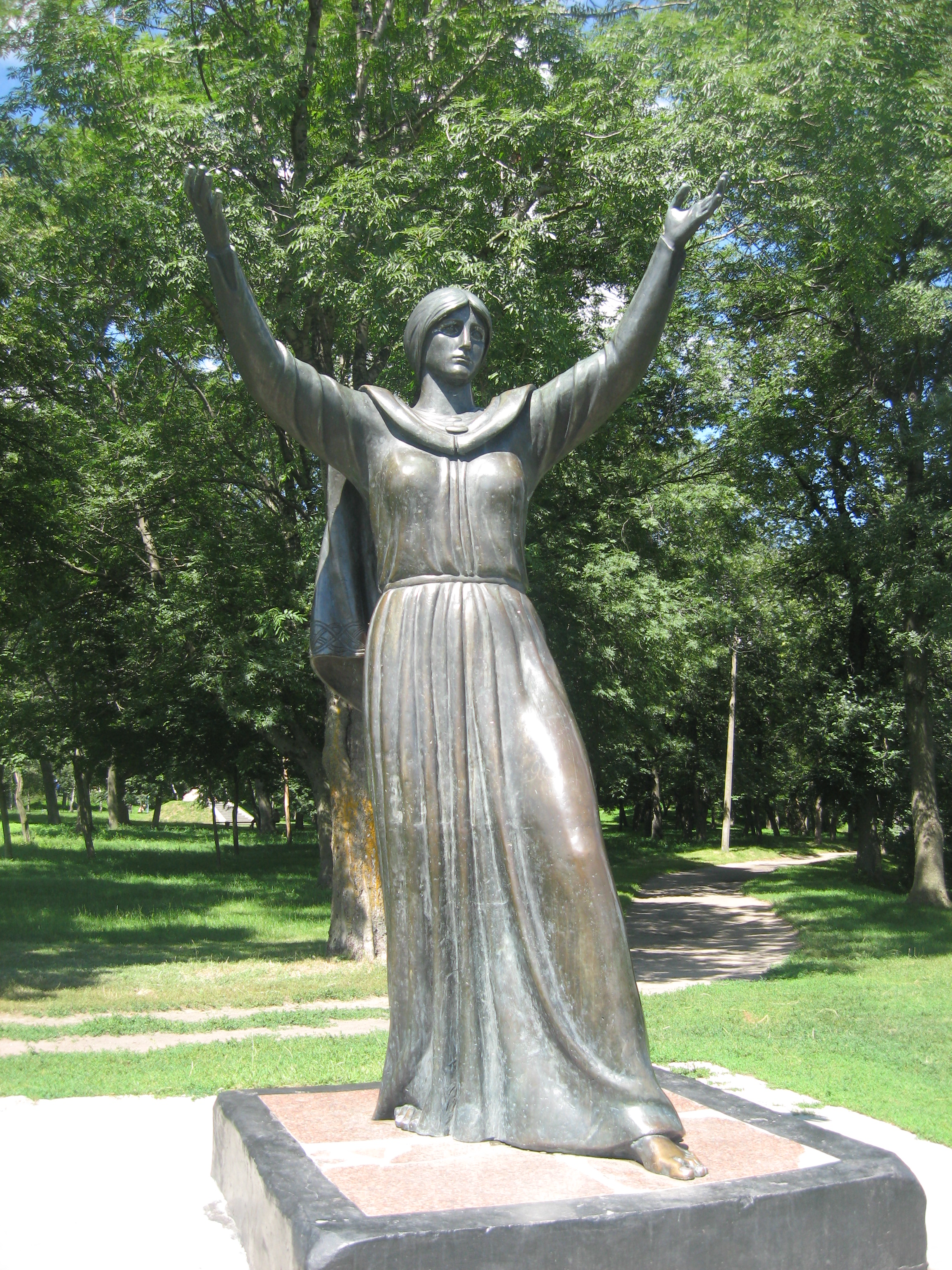
Памятник Ярославне, установленный в г. Путивль в 1982 году.
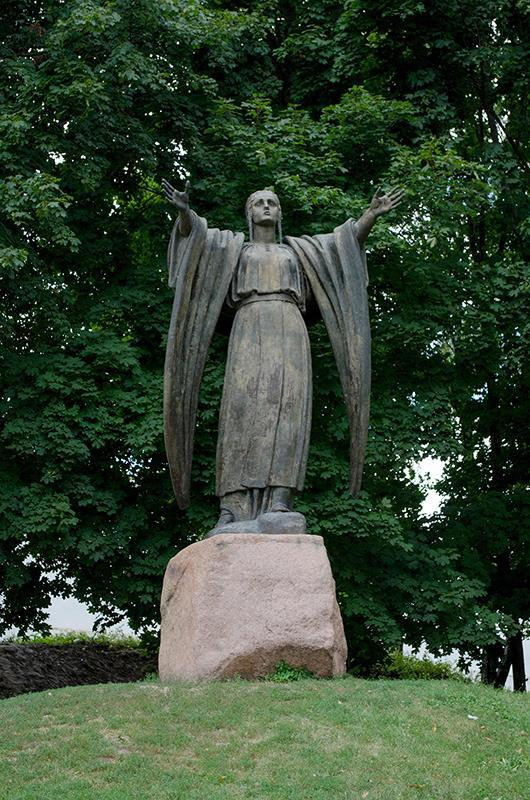
Памятник княгине Ярославне в Новгороде-Северском, установленный к тысячелетию города в 1989 году.